# 301 هـ
301 هـ هي سنة في التقويم الهجري امتدت مقابلةً في التقويم الميلادي بين سنتي 913 و914.

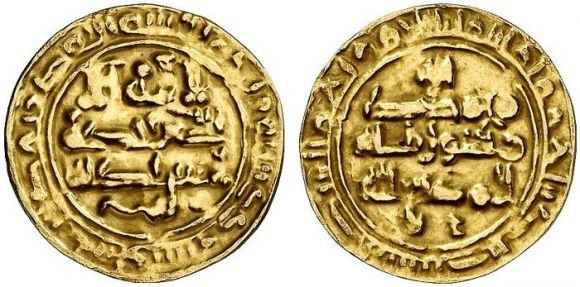
دينار المُطيع. صُك في عهد فضل المطيع لله بين عامي 334-363 هـ

## أحداث
- هجوم الفاطميين بقيادة الخليفة الفاطمي المهدي على مصر واستيلاؤه على الإسكندرية ولكنه تراجع
- القبض على حسين بن منصور المشهور بالحلاج وحبسه

## مواليد
- أمير المؤمنين والخليفة العباسي المطيع لله

## وفيات
- أبو سعيد الجنابي
- جعفر بن محمد الفريابي
- محمد بن عبد الملك الطويل
- أبو بكر الوشاء

- أحمد بن إسماعيل بن أحمد بن أسد بن سامان أحد ملوك الدولة السامانية في أيام الدولة العباسية في إقليم ماوراء النهر
- مقتل ابي اسعيد الجنابي القرمطي زعيم القرامطة في هجر